# 寺島令子
寺島 令子（てらしま れいこ、1958年9月8日 - ）は、日本の漫画家、イラストレーター。女性。京都府京都市生まれ。夫は漫画家、イラストレーターの田中としひさ。妹は漫画家のてらかわよしこ。
立命館大学文学部心理学科卒業。学内の漫画研究会に所属。在学中の1979年に週刊少年マガジン6月20日スペシャル増刊に掲載された『チルドレンプレイ』でプロデビューを果たした。
家族ものが中心だが、それ以外に古くからゲームリプレイなどの連載も手がけている。
元夫はログイン編集者であったオタク五十嵐こと五十嵐久和。

## 主な作品
- 『チルドレンプレイ (1)』（1983年、講談社）
- 『チルドレンプレイ（決定版）』（1986年、講談社）
- 『寝不足日記』（プレイガイドジャーナル連載、1980年代）
- 『かまぼこ日記』（1986年、白水社）
- 『もこもこのーつ』（1986年、白水社）
- 『ひるのプレゼント』（1984年、チャンネルゼロ）
- 『うどんランド (1)』（1989年、チャンネルゼロ）
- 『うどんランド (2)』（1991年、チャンネルゼロ）
- 『うどんランド (3)』（1994年、チャンネルゼロ）
- 『うどんランド (4)』（1997年、チャンネルゼロ）
- 『うどんランド (5)』（1999年、チャンネルゼロ）
- 『そこつの日々』（1987年、河出書房新社）
- 『タイタニックママ』（1992年、小池書院）
- 『パワーオブママ』（1992年、小池書院）
- 『くりこさんこんにちは』（1989年、竹書房）
- 『墜落日誌』（ログイン連載　1989年～2009年）
- 『今日は何曜日』（1995年、アスキーコミックス）
- 『愛の若草山物語 (1)』（1995年、竹書房）
- 『愛の若草山物語 (2)』（2000年、竹書房）
- 『ただすけ日記』（1996年、竹書房）
- 『ネコのかんづめ』（1998年、竹書房、共著）
- 『くろくま日記』（2000年、竹書房）
- 『続くろくま日記』（2002年、竹書房）
- 『コトラくんとクレオちゃん』（携帯サイト『ドパミン』にて連載中）
- 『お金のしつけと子どもの自立』（2004年、合同出版、子育てグッズ&ライフ研究会編）
- 『うは「うどん会」のう』（2013年、朝日新聞出版）